# モンテカルロ・テレビ祭
モンテカルロ・テレビ祭（モンテカルロ・テレビさい、Festival international de Télévision de Monte-Carlo）は、1961年にモナコ公国が主催するテレビ番組の国際的なコンクール。毎年開催されている。優れたテレビ番組を紹介し、テレビ文化の振興を奨励する。

## 概要
アメリカのエミー賞、カナダのバンフ・ワールド・メディア・フェスティバル、イタリアのイタリア賞と並び世界四大映像祭のひとつに数えられている。モナコ公国ではモンテカルロ・テレビジョン・フェスティバル（the Monte-Carlo Television Festival）と呼ばれることが多い。
最高賞「ゴールデンニンフ賞」と次席「シルバーニンフ賞」受賞者には、モナコの彫刻家François-Joseph Bosio (1768-1845)が複製した、ギリシア神話に登場するサルマシス（Salmacis）というニンフを象った像が与えられる。オリジナルの像は現在パリのルーブル美術館に展示されている。

## 歴史
1961年にモナコ公国の王子であるレーニエ3世が「新しい芸術分野の発展と人類の平和と相互理解促進」を目的に開催されたのが起こり。
モナコ公国の国際的な地位が、テレビを文化交流と尊敬に値する知識を高める例外的な手段の一つとして理解したいという王子の強い願いに、理想的に適していたからとされる。公国が国際的な知名度を高めたい意図があったとされる。
1988年からアルベール2世が名誉会長を務めている。

## 各部門

### ニュース番組部門
- 時事問題番組部門：最優秀賞、最優秀放送技術賞
- ニュース部門：最優秀賞、最優秀放送技術賞

### フィクション番組部門
- テレビ映画部門：最優秀男優賞、最優秀女優賞、最優秀脚本賞
- ミニシリーズ部門：最優秀男優賞、最優秀女優賞、最優秀脚本賞

### 特別賞
その他、レーニエ3世賞、国際赤十字賞、ヨーロッパプロデューサー賞、アマデ賞、シグニス賞などの部門が変則的に設けられることがある。

## 日本の主な受賞
- 1961年 - 朝日放送（ABC）のテレビドラマ『執行前三十分』『穴』の2作品が、演出・脚本部門で最優秀賞を受賞。
- 1964年 - NHKのテレビドラマ『ドブネズミ色の街』がウンダ賞（審査員特別賞）を受賞。
- 1965年 - 乙羽信子がTBSのテレビドラマ『寒流』で最優秀女優賞を受賞。
- 1970年- NHKのドキュメンタリー『幻の錦』がシダルク賞（審査員特別賞）を受賞。
- 1971年 - NHKのテレビドラマ『マザー』[2]がゴールデンニンフ賞（最優秀賞）およびテレビシナリオ賞を受賞。
- 1979年 - NHKのテレビドラマ『極楽家族』[3]がウンダ賞を受賞。
- 1979年 - 早坂暁がNHKのテレビドラマ『修羅の旅して』[4]で脚本部門ゴールデンニンフ賞および国際批評家賞を受賞。
- 1981年 - NHKのテレビドラマ『夏の光に…』が演出部門でゴールデンニンフ賞を受賞。
- 1983年 - NHKのテレビドラマ『ながらえば』が脚本部門でゴールデンニンフ賞を受賞。
- 1984年 - NHKのテレビドラマ『野のきよら山のきよらに光さす』が脚本部門でゴールデンニンフ賞を受賞。
- 1985年 - ＮＨＫ特集 『追跡　核燃料輸送船』が時事問題番組部門でシルバーニンフ賞を受賞。
- 1986年 - 田中裕子がNHKのテレビドラマ『しあわせの国 青い鳥ぱたぱた?』で最優秀女優賞を受賞。
- 1988年 - NHKのニュース『三原山大噴火』がニュース番組部門でシルバーニンフ賞を受賞。
- 1990年 - NHKのテレビドラマ『山頭火 何でこんなに淋しい風ふく（脚本・ 早坂暁）』が第30回シルバーニンフ賞、また主演のフランキー堺が最優秀男優賞受賞を受賞
- 1992年 - NHKのテレビドラマ『冬の旅〜ベルリン物語〜』が批評家賞を受賞。
- 1994年 - NHKスペシャル『黄土の民はいま』が時事問題番組部門でゴールデンニンフ賞と国際批評家連盟賞を、NHKのテレビドラマ『雪』が特別賞を受賞。
- 1996年 - NHKのテレビドラマ『大地の子 第二部 流刑』がテレビ映画部門でシルバーニンフ賞を受賞。
- 2000年 - NHKスペシャル『隣人たちの戦争〜コソボ・ハイダルドゥシィ通りの人々〜』が時事問題番組部門でシルバーニンフ賞を受賞。
- 2002年 - NHKスペシャル『被爆治療83日間の記録〜東海村臨界事故〜』が時事問題番組部門でゴールデンニンフ賞を、毎日放送開局50周年記念ドラマ『ごきげんいかが?テディベア』がゴールデンニンフ賞・アマデ賞・シグニス賞を受賞。
- 2003年 - テレビ映画部門では、NHK『抱きしめたい』が特別賞、『蝉しぐれ』がミニシリーズ部門でゴールデンニンフ賞、同ドラマの主演・内野聖陽が同部門最優秀男優賞を受賞。ニュース番組部門では、NHKの『国連イラク事務所爆破〜テロ現場・その瞬間〜』がゴールデンニンフ賞を受賞。
- 2009年 - 田村正和がTBSのテレビドラマ『そうか、もう君はいないのか』でテレビ映画部門最優秀男優賞を、NHKスペシャル『激流中国 病人大行列〜13億人の医療〜』がニュースドキュメンタリー部門でゴールデンニンフ賞を受賞。
- 2010年 - NHK広島放送局のテレビドラマ『火の魚』がテレビ映画部門でゴールデンニンフ賞を受賞。
- 2011年 -TBSのテレビドラマ『塀の中の中学校』がゴールデンニンフ賞とモナコ赤十字賞、同ドラマの生徒役・渡辺謙が最優秀男優賞、NHK名古屋放送局のテレビドラマ『心の糸』がAMADE/ユネスコ賞を受賞。ニュースドキュメンタリー部門では、中部日本放送（CBC）の『CBCスペシャル・笑ってさよなら〜四畳半下請け工場の日々〜』がゴールデンニンフ賞を受賞。
- 2012年 - NHKのテレビドラマ『とんび』がゴールデンニンフ賞を受賞。
- 2014年 - NHKのテレビドラマ『東京が戦場になった日』がモナコ赤十字賞を受賞
- 2015年 - WOWOWのドラマWスペシャル『人質の朗読会』がモナコ赤十字賞とSIGNIS賞をダブル受賞。